# Orchestina arabica
Orchestina arabica là một loài nhện trong họ Oonopidae.
Loài này thuộc chi Orchestina. Orchestina arabica được miêu tả năm 1916 bởi Dalmas.